# 吴城镇 (淮安市)
吴城镇，是中华人民共和国江苏省淮安市淮阴区下辖的一个乡镇级行政单位。2018年7月撤消，并入马头镇。

## 行政区划
吴城镇下辖以下地区：
吴城社区、城南村、城西村、淮泗村、堡工村、黄河村、河滩村、头庄村、利民村和三园村。